# Động đất Puntarenas 2017
Động đất Puntarenas 2017 (tiếng Tây Ban Nha: Terremotos de Puntarenas de 2017) là trận động đất xảy ra vào lúc 20:28 (theo giờ địa phương), ngày 12 tháng 11 năm 2017. Trận động đất có cường độ 6,5 Mww, tâm chấn độ sâu khoảng 19,8 km. Hậu quả trận động đất đã làm 3 người thiệt mạng.